# Иннокентий (Смирнов)
Епи́скоп Инноке́нтий (в миру Иларион Дмитриевич Смирнов; 30 мая (10 июня) 1784, Павлово, Богородский уезд, Московская губерния — 10 (22) октября 1819, Пенза) — епископ Русской православной церкви, епископ Пензенский и Саратовский, ректор Санкт-Петербургской духовной семинарии. 
Канонизирован в августе 2000 года в лике святителей, память совершается 10 октября (по юлианскому календарю).

## Биография
Родился 30 мая 1784 года в семье псаломщика Воскресенского храма Димитрия Егорова в с. Павлово (в настоящее время Павловский Посад). С детских лет Иларион отличался исключительно кротким нравом, поэтому, когда он поступил в московскую Перервинскую семинарию, был прозван Смирновым за кротость и безукоризненное поведение.
Окончив Перервинскую семинарию лучшим учеником, Иларион был переведён в Лаврскую семинарию, где продолжил образование по классам: историческому, философскому, богословскому и иностранных языков.
В 1805 году, ещё до окончания семинарии, он, как один из способнейших воспитанников, был назначен учителем в начальном грамматическом классе этой же семинарии. Затем ему было поручено преподавать поэзию, одновременно он был катехизатором. С 1809 года он начал читать в семинарии курс философии и в это же время был назначен префектом семинарии.
13 октября 1809 года в Свято-Троицкой Сергиевой лавре Иларион был пострижен митрополитом Платоном в монашество с именем Иннокентий; на следующий день рукоположён во иеродиакона, затем — во иеромонаха.
6 августа 1810 года иеромонах Иннокентий был назначен игуменом Николаевского Угрешского монастыря, а 14 октября был переведён в московский Знаменский монастырь.
22 января 1812 года по представлению Комиссии духовных училищ ему было предложено место преподавателя богословия в Санкт-Петербургской духовной академии; 30 августа он был возведен в сан архимандрита.
В сентябре 1813 года архимандрит Иннокентий был утверждён ректором Санкт-Петербургской духовной семинарии и профессором богословия, а также членом Комитета духовной цензуры, оставаясь в то же время преподавателем церковной истории в академии. Замечательна деятельность архимандрита Иннокентия как преподавателя церковной истории. Он не шёл по проторённому пути, а, по возможности, проверял исторические данные по их источникам. В результате неутомимых трудов в этой области он составил «Начертание церковной истории от библейских времен до XVIII в.», изданное в 1817 году и служившего полстолетия в качестве учебного пособия в церковных школах. Не менее важное значение имели его труды: «Богословие деятельное подлежательное и практическое», «Опыт изъяснения первых двух псалмов», «Изъяснение Символа веры». Его деятельность в распространении духовного просвещения была отмечена Комиссией духовных училищ — в 1814 году архимандриту Иннокентию была присвоена степень доктора богословия.
В 1813—1816 годах он был настоятелем Сергиевой пустыни, затем — Юрьева монастыря.
С 7 апреля 1817 года — член Главного правления народных училищ. Избран действительным членом Академии Российской.
Был деятельным противником модного тогда мистицизма и когда по должности духовного цензора он одобрил к печати книгу Евстафия Станевича «Плач на гробе младенца», под видом повышения он был назначен, без синодального избрания, епископом в Оренбург, что откровенно являлось ссылкой. По ходатайству Святейшего синода в связи со слабым состоянием здоровья назначение было изменено на Пензу. 2 марта 1819 года хиротонисан в Казанском соборе Санкт-Петербурга во епископа Пензенского и Саратовского.
21 июня 1819 года епископ Иннокентий прибыл в Пензу. В августе 1819 года при поездке в Саратов он сильно заболел, 10 октября попросил совершить над ним таинство елеосвящения и по совершении этого священнодействия скончался. Погребение состоялось 13 октября 1819 года в Спасском кафедральном соборе (взорван в 1934 году; восстанавливается с 2011 года).
Причислен к лику святых Русской православной церкви для общецерковного почитания на Юбилейном Архиерейском соборе в августе 2000 года. C 2000 по 2021 год мощи хранились в Успенском соборе в Пензе. С 17 октября 2021 года мощи хранятся в воссозданном Спасском кафедральном соборе Пензы.
Кавалер орденов Святого Владимира 2-й степени и Святой Анны 2-й степени.
Его «Сочинения сочинений (слова и письма)» были изданы в двух частях в 1821 и 1845 годах. Его учебник «Церковная история» (1807) долгое время использовался в духовных семинариях.